# Wilhelm Taubert
Carl Gottfried Wilhelm Taubert (Berlijn, 23 maart 1811 –  aldaar, 7 januari 1891) was een Duitse dirigent, componist en pianist. Taubert woonde en werkte in Berlijn. Hij was de vader van filoloog en filosoof Emil Taubert.

## Biografie
Taubert studeerde piano bij Ludwig Berger en compositie bij Bernhard Klein. Op zijn twintigste werd hij assistent-dirigent en begeleider van de Berlijnse hofconcerten. Toen hij dertig was werkte hij onder Mendelssohn en Meyerbeer als 'General Musikdirektor' van de 'Königliche Schauspiele', en was hij ook hofkapelmeester tot 1869. Hij bleef het koninklijk orkest dirigeren tot 1883. In 1842 stelde hij de traditie in om regelmatig symfonische concerten te houden in de Staatsoper Unter den Linden. 
Vanaf 1865 stond hij ook hoog aangeschreven als leraar aan de Royal Academy of Arts in Londen. Zijn bekendste leerling was Theodor Kullak.
Taubert maakte deel uit van een Berlijnse kring van musici, waaronder de bariton en schrijver Eduard Devrient, librettist van twee van zijn opera's. Devrient zong ook in enkele vroege werken van Mendelssohn. Uit bewaard gebleven correspondentie tussen Mendelssohn en Taubert blijkt dat Mendelssohn in het werk van zijn collega 'bezieling en emotie' mist, wat misschien de reden is van het feit dat Taubert nooit succes heeft behaald met zijn groot opgezette werken als opera’s en pianoconcerten. Hij is op zijn best in het liedgenre en in korte karakterstukken zoals de Minnelieder Op. 16 voor piano. Dit werk wordt vaak op een positieve manier vergeleken met Mendelssohns Lieder ohne Worte, waarbij je je kunt afvragen wie wie heeft beïnvloed. De Kinderlieder Op. 145 en 160 worden nog steeds uitgevoerd. Taubert componeerde ook kamermuziek, pianosonates en grote orkestwerken zoals twee pianoconcerten, een vioolconcert en een Bacchanale, Divertissement Billiant op.28 voor piano en orkest.
Schumann heeft diverse stukken van Taubert in zijn Neue Zeitschrift für Musik besproken. Zijn Pianoduo Op. 11 kreeg een uitstekende recensie in het tijdschrift. Taubert schreef zelf ook artikelen voor het blad. 
Taubert componeerde twee pianoconcerten. Tussen de twee ligt een periode van bijna een halve eeuw. Het eerste concert schreef hij in 1833 toen hij begin twintig was. Schumann schreef er in zijn tijdschrift een zeer positieve recensie over in 1836, maar vond wel dat er veel invloed te bespeuren was van Mendelssohns eerste pianoconcert in G-mineur en van de concerten van Mozart, waarvan bijna elke componist in het begin van de 19e eeuw de invloed heeft ondervonden.
Zijn tweede pianoconcert ligt eigenlijk in het verlengde van zijn eerste. Van de enorme ontwikkelingen op het gebied van harmonie, structuur en virtuositeit zoals zich dat ontwikkeld heeft gedurende die periode, is bij Tauberts tweede concert weinig te merken. In het tweede deel van dit concert zijn overeenkomsten te vinden met het tweede deel van Clara Wiecks pianoconcert in A-mineur op. 7 uit 1836, en in Schumanns pianoconcert in dezelfde toonsoort, op. 54 uit 1846. Opvallend is wel Tauberts knappe, vindingrijke manier van orkestreren.

## Werken
Taubert heeft een enorme hoeveelheid liederen geschreven waaronder duetten, eenstemmige liederen, tweestemmige liederen en liederen voor gemengd koor en mannenkoor, veel kamermuziek waaronder suites, korte stukken en sonates voor piano en een sonate voor cello, zes opera's, twee pianoconcerten, celloconcert, vijf symfonieën, vier strijkkwartetten en een vioolconcert (zonder opusnummer, gevonden door zijn zoon in een bak paperassen). In totaal meer dan 200 werken waarvan het merendeel nooit meer uitgevoerd wordt.